# فنیل‌استیک اسید
فنیل‌استیک اسید (به انگلیسی: Phenylacetic acid) با فرمول شیمیایی C۸H۸O۲ یک ترکیب شیمیایی است. که جرم مولی آن ۱۳۶٫۱۵ g/mol می‌باشد. 